# Fuente de la Diana cazadora (Acapulco)

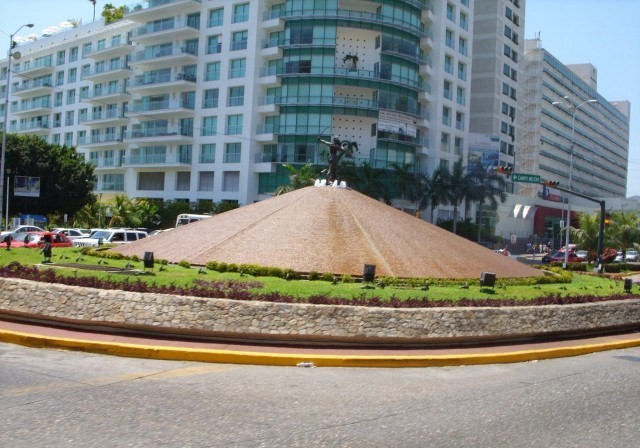
Aspecto antes de la remodelación.

La fuente de la Diana Cazadora, oficialmente Flechadora de las Estrellas del Norte, es una fuente urbana monumental localizada en la ciudad de Acapulco, siendo uno de los íconos más representativos de la misma.
Se sitúa en la avenida Costera Miguel Alemán en un punto céntrico del recorrido donde convergen la entrada a la Costera, el camino hacia la Zona Tradicional, el camino hacia la Zona Dorada y el límite con la Zona Federal Marítima. Está rodeada por numerosos centros comerciales, hoteles y cercana a la reconocida Playa La Condesa.

## Historia
Flechadora de las Estrellas del Norte, ubicada en la avenida Costera Miguel Alemán, la principal avenida de esta ciudad. Figura hermosa, delicada y representativa del arte mexicano, conocida como “La Diana Cazadora”, mismo nombre que recibe la glorieta en la que está ubicada.
“La Diana Cazadora” inicia su historia en 1942, cuando el entonces presidente de México, Lic. Miguel Alemán decide implementar un programa de embellecimiento de la ciudad que consiste en colocar fuentes en las glorietas más representativas de la capital. Así es como el arquitecto Vicente Mendiola y el escultor Juan Olaguíbel fueron comisionados para la realización de una fuente en la glorieta que se localizaba sobre el Paseo de la Reforma cerca de la entrada al Bosque de Chapultepec. Se eligió el tema de la Diana, Diosa Romana de la cacería, aunque a fin de darle una característica mexicana esta diosa romana en vez de cazar con su arco bestias en los bosques, flecharía las estrellas de los cielos del norte – particularidad que da origen al nombre de la escultura -.
Helvia Martínez Verdayes fue la figura femenina que se eligió como modelo de la Diana, una jovencita con solo 16 años de edad, que trabajaba como secretaría en las oficinas de Petróleos Mexicanos y que en secreto posó desnuda para el escultor sin recibir ningún tipo de remuneración más que la vanidad de su cuerpo inmortalizado.

## Remodelación

### Estructural
Debido a un plan de remodelación por parte de la Secretaría de Turismo, se remodelaron varios puntos emblemáticos de Acapulco, entre ellos el Monumento de la Diana Cazadora, el cual fue puesto sobre un soporte de hierro en forma de ola de 10 metros de altura que en su pico sostiene la figura de la Diana Cazadora. Fue terminada su remodelación el 24 de marzo de 2015. El proyecto fue adelantado debido a la celebración del Tianguis Turístico.

### Escultura
Debido al regreso del Tianguis Turístico al puerto de Acapulco en el 2017, el gobierno municipal sustituyó la escultura de 1,90 metros de la Diana Cazadora por una de 5 metros, esto debido a que no se lograba apreciar con la nueva base integrada durante la remo delación en el 2015.

## Otras esculturas
La escultura original esta en Ixmiquilpan, Hidalgo. Las ciudades que cuentan con una escultura de la Diana Cazadora son.
- Acapulco
- Chihuahua
- Ciudad Juárez
- Ixmiquilpan (la escultura original)
- Ixtapan de la Sal
- Ciudad de México
- Monterrey
- Tijuana
- Tlalnepantla de Baz
- Villa de Álvarez
- Tuxtla Gutiérrez
- Villahermosa